# Río Atuel (1947)
El Río Atuel, originalmente SS Altoona Victory, fue un buque de carga tipo Victory VC2-S-AP2 que sirvió en EE. UU. de 1945 a 1947 y luego en la marina mercante de Argentina de 1947 a 1977.
Fue construido en 1945 por Bethlehem-Fairfield Shipyard en Baltimore (Maryland). Transferido a Argentina, sirvió con la Flota Mercante del Estado (FME) de 1945 a 1961; y con la Empresa Líneas Marítimas Argentinas (ELMA) de 1961 a 1977.